# 刘沙沙
刘沙沙，原名劉琳娜，河南南阳人，河南（南阳）油田工人。中华人民共和国异见人士。

## 生平
河南油田技工学校毕业后参加工作。1998年至2001年在南阳油田职工大学计算机专业学习并毕业。2004年起开始在天涯社区发表支持民主的文章，2008年为反抗天涯社区侮辱封杀，并抗议天涯实名制而进京准备自焚，后因天涯大幅让步而中止行动。2006年完成河南大学中文学院自考本科学业。
2008年11月去南京探望郭泉夫人，被讯问。12月签署08宪章。2009年4月在南阳梅溪路散发宪章传单被讯问，此后被软禁。09年6月中旬结束软禁后进京。8月3号为支持公盟，去天安门广场抗议，被讯问，关入关押上访者的黑监狱。4日凌晨，因黑监狱发生强奸女访民案件，鼓动大家砸门逃出。6日再次被南阳油田政工人员抓走，开始了为期28天的绝食。09年10月14日被释放。
2010年月2月4日，因为声援赵连海，被带走。3月30日在大兴法院围观赵连海案。6月中旬曾经前往现场声援倪玉兰。7月因为搜狐封杀了大批博客，号召搜狐集会，被绑架酷刑。10月8号诺贝尔和平奖公布，引起警方抓人，前往景山派出所声援被抓同志。10月15号再次被绑架抢劫。11月10号在大兴法院外围观赵连海案。2011年8月至11月，多次前往临沂声援陈光诚。

### 以绝食声援丈夫
2013年3月她和杨匡等几位活动人士在北京探望被软禁的刘霞遭到看守人员殴打。杨匡因为探望刘霞被深圳警方以“非法越境”刑事拘留，并且被无理吊扣了回乡证。刘沙沙2014年1月5日晚开始在香港绝食，声援被拘押在深圳的丈夫。当晚在香港尖沙咀码头通过电话对美国之音说，在香港的绝食行动依然是抗议内地当局对她先生的扣押，同时希望港府关注此事。她说：“现在香港尖沙咀码头，在这露宿绝食，抗议对我先生杨匡的无理抓捕。然后呼唤各方的救援和关注，希望香港政府还是能派代表去会见我的丈夫杨匡，询问他有没有受到不人道待遇，并且质询内地公安机关此案的合法性，保护港人的权利。并且希望香港政府能派出代表去要求无罪释放杨匡，并且归还他的回乡证。”此前刘沙沙在她丈夫杨匡被关押的地点深圳绝食抗议。她告诉记者，当地警方禁止她在深圳绝食，并威胁要抓捕声援她的朋友。为了不连累朋友，刘沙沙决定回到香港绝食，直到她丈夫的案子有好的转机。

### 转发新闻被刑拘
刘沙沙在2013年7月1号用推特转发了一条自由亚洲电台6月底发布的一条消息，这条消息说，新疆军警在和田某地向维吾尔族示威者开枪，并打死15人。随后被河南国家安全机关行政拘留，被指控涉嫌虚构讯息，扰乱社会秩序。北京的维权人士胡佳说，刘沙沙被行政拘留是中国政府加紧镇压异议人士的这个大背景下发生的，向刘沙沙这样的公民行动者十分活跃，她被行政拘留我一点也不意外，因为中国政府早就把她看作眼中钉，伺机报复她。刘沙沙因为在推特上转发新闻而遭到行政拘留的事情，说明中国政府打压异议人士正在进一步升级，刘沙沙只是转发了一个新闻，也不是她自己说了什么，就被行政拘留，这说明中国政府对网络的控制简直到了恐怖的程度。

### 流亡加拿大
其丈夫杨匡是香港保钓人士。刘沙沙、杨匡都在大陆参与民主活动，他们于2013年在大陆发起“自由政治犯”公民行动，前往中国各地探望被监禁或软禁的异议人士。刘沙沙的“自由政治犯”公民行动计划旨在唤起更多大陆公民对所有受难政治犯及其家属的关注。3月，杨匡、刘沙沙等人到北京探望刘霞，北京警方将杨匡驱逐出境，没收回乡证五年。12月，丈夫杨匡回河南看望流产的刘沙沙。杨匡从深圳回香港时，被深圳公安机构刑事拘留。次年，判刑八个月。
2014年10月，刘沙沙欲前往香港与丈夫杨匡团聚，但被中国大陆政府限制出境。10月底，刘沙沙偷渡越南，试图与丈夫团聚。丈夫杨匡亦前往越南河内。2015年1月时，越南政府要将刘沙沙遣返中国，后遣送至柬埔寨。1月24日时，夫妻二人已抵达柬埔寨。不久，夫妇二人前往泰国。2月，泰国的联合国难民署机构给予他们难民身份。4月1日，夫妇二人抵达加拿大温哥华。同时，获得加拿大政府的政治庇护。此时，刘沙沙已怀孕两个月。10月30日，女儿刘思粤出生。2016年5月21日，刘沙沙与杨匡分居。